# NGC 1775
NGC 1775 (другое обозначение — ESO 56-SC34) — рассеянное скопление в созвездии Столовой Горы, расположенное в Большом Магеллановом Облаке.
Этот объект входит в число перечисленных в оригинальной редакции «Нового общего каталога».
Координаты, данные Джоном Гершелем, указывают на юго-восток от ядра этого скопления. Гершель определил его размер в 2′ в попереречнике, однако истинный размер NGC 1775 составляет всего половину от указанного им размера.